# Willie Snead IV
Willie Lee Snead IV (* 17. Oktober 1992 in Winter Park, Florida) ist ein US-amerikanischer American-Football-Spieler auf der Position des Wide Receivers. Er spielte zuletzt für die Miami Dolphins in der National Football League (NFL).

## College
Snead besuchte die Ball State University und spielte für deren Mannschaft, die Cardinals, erfolgreich College Football, wobei er insgesamt 26 Touchdowns erzielte. Er war einer der besten Receiver in der Geschichte seiner Uni und rangiert in den zentralen Statistiken unter den All Time-Top Drei.

## NFL
Snead fand beim NFL Draft 2014 keine Berücksichtigung, wurde jedoch von den Cleveland Browns als Free Agent verpflichtet. Er machte die gesamte Vorbereitung mit, lief auch in den Vorbereitungsspielen der Preseason auf, wurde jedoch knapp vor Saisonstart entlassen. Ende September wurde er von den Carolina Panthers in deren Practice Squad aufgenommen, aber bald wieder ausgemustert.

### New Orleans Saints
Ab Dezember 2014 verstärkte Snead den Practice Squad der New Orleans Saints. In der Saison 2015 schaffte er es in das Team der Saints und kam auch regelmäßig zum Einsatz. In seiner ersten Saison konnte er 984 Yards erlaufen und drei Touchdowns erzielen.
Am 1. September 2017 wurde er von der Liga wegen Trunkenheit am Steuer für drei Spiele gesperrt. Nach dieser Sperre kam er nur mehr sporadisch zum Einsatz und konnte in elf Spielen nur acht Passfänge für 92 Yards verzeichnen.

### Baltimore Ravens
Im April 2018 unterschrieb Snead bei den Baltimore Ravens einen Zweijahresvertrag in der Höhe von 10,4 Millionen US-Dollar. Gelang ihm in der ersten Spielzeit nur ein Touchdown, so zeigte er sich 2019 stark verbessert und konnte fünf Touchdowns erzielen.

### Las Vegas Raiders
Am 26. März 2021 nahmen die Las Vegas Raiders Snead unter Vertrag. Am 27. Oktober 2021 wurde er auf eigenen Wunsch hin von den Raiders entlassen.

### Carolina Panthers
Daraufhin nahmen ihn die Carolina Panthers am 29. Oktober 2021 in ihr Practice Squad auf. Er kam in sieben Spielen für Carolina zum Einsatz, in denen er drei Pässe für 32 Yards fing.

### San Francisco 49ers
Am 6. August 2022 unterschrieb Snead einen Einjahresvertrag bei den San Francisco 49ers. Er schaffte es zunächst nicht in den 53-Mann-Kader der 49ers, wurde aber in den Practice Squad aufgenommen. Im Saisonverlauf wurde er mehrmals in den aktiven Kader befördert und kurz darauf wieder in den Practice Squad herabgestuft, wodurch er am Ende in vier Spielen zum Einsatz kam, in denen er allerdings nicht den Ball bekam. Nach seinem Vertragsende erhielt er im Mai 2023 erneut einen Einjahresvertrag in San Francisco. Snead wurde nicht in den aktiven Kader für die Regular Season aufgenommen und wurde erneut Teil des Practice Squad. Er kam in vier Spielen zum Einsatz.

### Miami Dolphins
Am 31. Juli 2024 nahmen die Miami Dolphins Snead unter Vertrag. Er wurde vor Saisonbeginn auf die Injured Reserve List gesetzt und einigte sich anschließend mit dem Team auf eine Vertragsauflösung.